# Halfeti
Halfeti is een Turks district in de provincie Şanlıurfa en telt 40.800 inwoners (2007). Het district heeft een oppervlakte van 642,9 km².
De bevolkingsontwikkeling van het district is weergegeven in onderstaande tabel.
| 1997   | 2000   | 2007   |
| ------ | ------ | ------ |
| 36.170 | 34.402 | 40.800 |